# Jules Joffrin (métro de Paris)
Pour les articles homonymes, voir Jules Joffrin (homonymie).
Jules Joffrin est une station de la ligne 12 du métro de Paris, située dans le 18e arrondissement de Paris.

## Situation
La station est établie au cœur du quartier de Clignancourt, à proximité du flanc nord de la butte Montmartre. Elle se trouve sous la rue Ordener au niveau de la place Jules-Joffrin, aménagée au croisement avec la rue Hermel et la rue du Mont-Cenis. Approximativement orientée selon un axe est-ouest, elle s'intercale entre les stations Marcadet - Poissonniers et Lamarck - Caulaincourt, tout en étant géographiquement assez proche de la station de métro Simplon, située sur la ligne 4.

## Histoire
La station est ouverte le 31 octobre 1912 dans le cadre du deuxième prolongement de la ligne A de la Société du chemin de fer électrique souterrain Nord-Sud de Paris (dite Nord-Sud), au nord du terminus provisoire de Pigalle. Cette extension est décidée par le conseil municipal du 3 juillet 1905 sur proposition d'Édouard Ballière, et déclarée d'utilité publique par la loi du 10 avril 1908 votée sur proposition de Louis Barthou. La station joue alors le rôle de terminus temporaire à son tour (depuis Porte de Versailles) jusqu'au 23 août 1916, date à laquelle la ligne est prolongée une troisième fois jusqu'à Porte de la Chapelle, en pleine Première Guerre mondiale.
Elle doit sa dénomination à son implantation sous la place Jules-Joffrin, laquelle rend hommage à Jules Joffrin (1846-1890) qui fut conseiller municipal et député du 18e arrondissement de Paris.
Le 27 mars 1931, la ligne A devient l'actuelle ligne 12 du métro à la suite de l'absorption de la société du Nord-Sud le 1er janvier 1930 par sa concurrente, la Compagnie du chemin de fer métropolitain de Paris (dite CMP), qui gère la concession de l'essentiel des autres lignes du réseau.
Comme l'ensemble des points d'arrêt de la ligne 12 de 1959 à 1960, les quais sont modernisés par la mise en place d'un carrossage métallique sur les piédroits, doté de montants horizontaux de couleur vert d'eau et de cadres publicitaires dorés, éclairés par le haut. Cet aménagement, alors largement déployé sur le réseau en tant que moyen de rénover les stations rapidement et à moindre coût, voit ses lambris repeints avec une nuance de vert plus soutenue dans les années 1990, tandis que les bancs d'origine laissent place à des banquettes « assis-debout » blanches à structure verte également.
Dans le cadre du programme « Renouveau du métro » de la RATP, les couloirs de la station sont rénovés le 20 décembre 2001. Les frises à vagues en faïence de couleur marron, dans le style caractéristique de la société du Nord-Sud, sont alors remplacées par des frises décoratives à losanges de même teinte, selon le style décoratif typique de l'ex-CMP. Entre 2008 et 2009, c'est au tour des quais de faire l'objet d'une réfection, ce qui entraîne le retrait définitif de leur carrossage publicitaire au profit d'une restitution à l'identique de la décoration « Nord-Sud » d'origine en céramique.
Le 1er avril 2017, la RATP détourne le nom de la station en l'intégrant à une expression humoristique afin de faire un poisson d'avril le temps d'une journée, comme dans huit autres stations sur le réseau. Par jeu de mots, Jules Joffrin devient ainsi : « À mon Jules Joffrin baiser. »

### Fréquentation
Selon les estimations de la RATP, la station a vu entrer 4 034 229 voyageurs en 2019, ce qui la place à la 113e position des stations de métro pour sa fréquentation. En 2020, avec la crise du Covid-19, son trafic annuel tombe à 1 806 947 voyageurs, la reléguant alors au 136e rang, avant de remonter progressivement en 2021 avec 2 854 819 entrants comptabilisés, ce qui la classe à la 117e position des stations du réseau pour sa fréquentation cette année-là.
Dans les années 2010, la station est régulièrement concernée par le phénomène de la consommation de crack dans le métro de Paris, comme plusieurs autres stations du nord de Paris, également concentrées sur les lignes 4 et 12 pour la majorité d'entre elles.

## Services aux voyageurs

### Accès

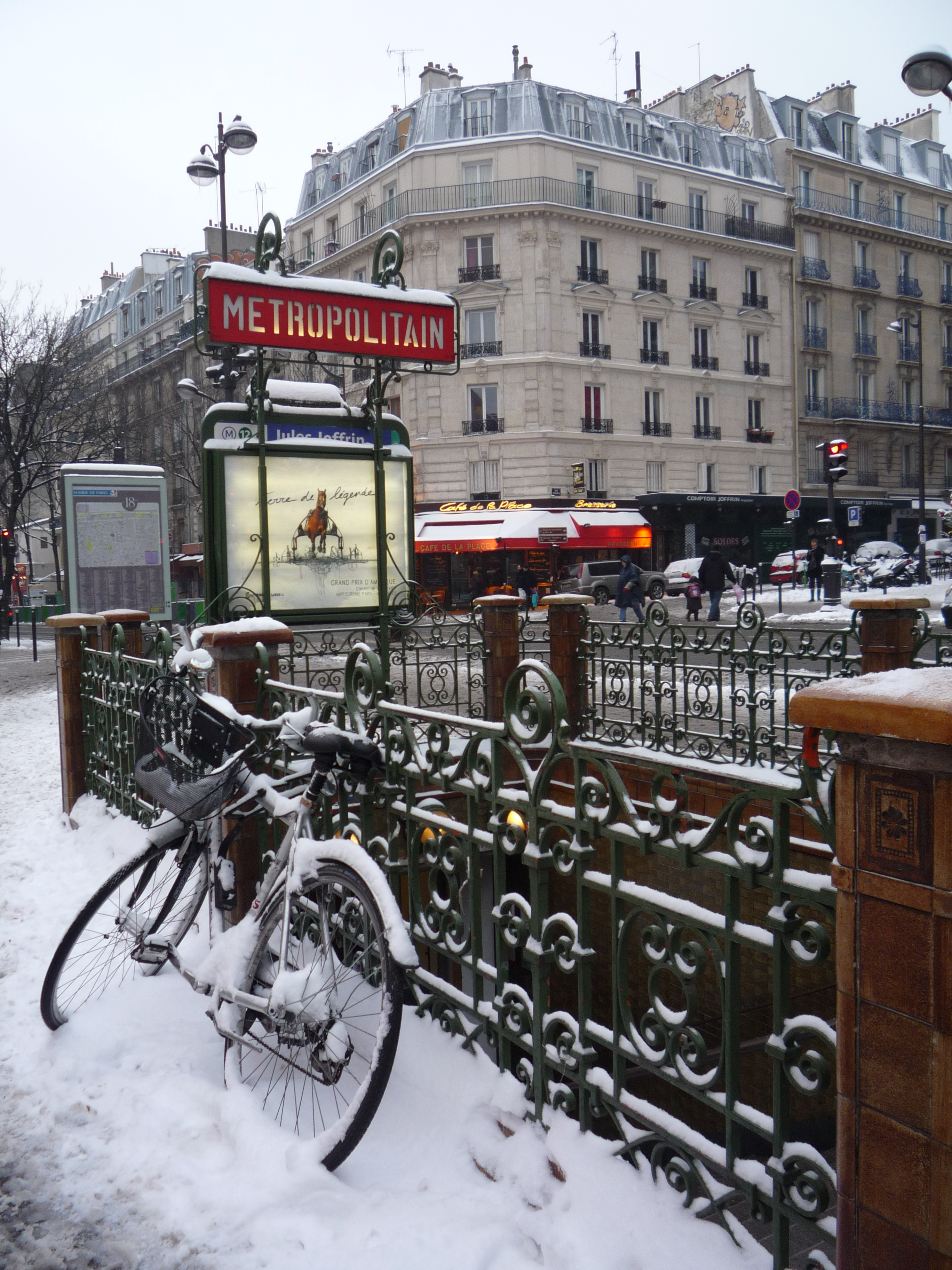
L'entrée principale sous la neige, en 2013.

La station dispose de deux accès, dont une entrée principale et une sortie secondaire :
- l'accès no 1 « Place Jules-Joffrin », constitué d'un escalier fixe orné d'un entourage dans le style caractéristique du Nord-Sud, débouchant face au no 2 de la place précitée ;
- l'accès no 2 « Mairie du 18e » comprenant un escalier mécanique montant permettant uniquement la sortie depuis le quai en direction de Mairie d'Aubervilliers, attenant au no 115 de la rue Ordener.

Accès à la station
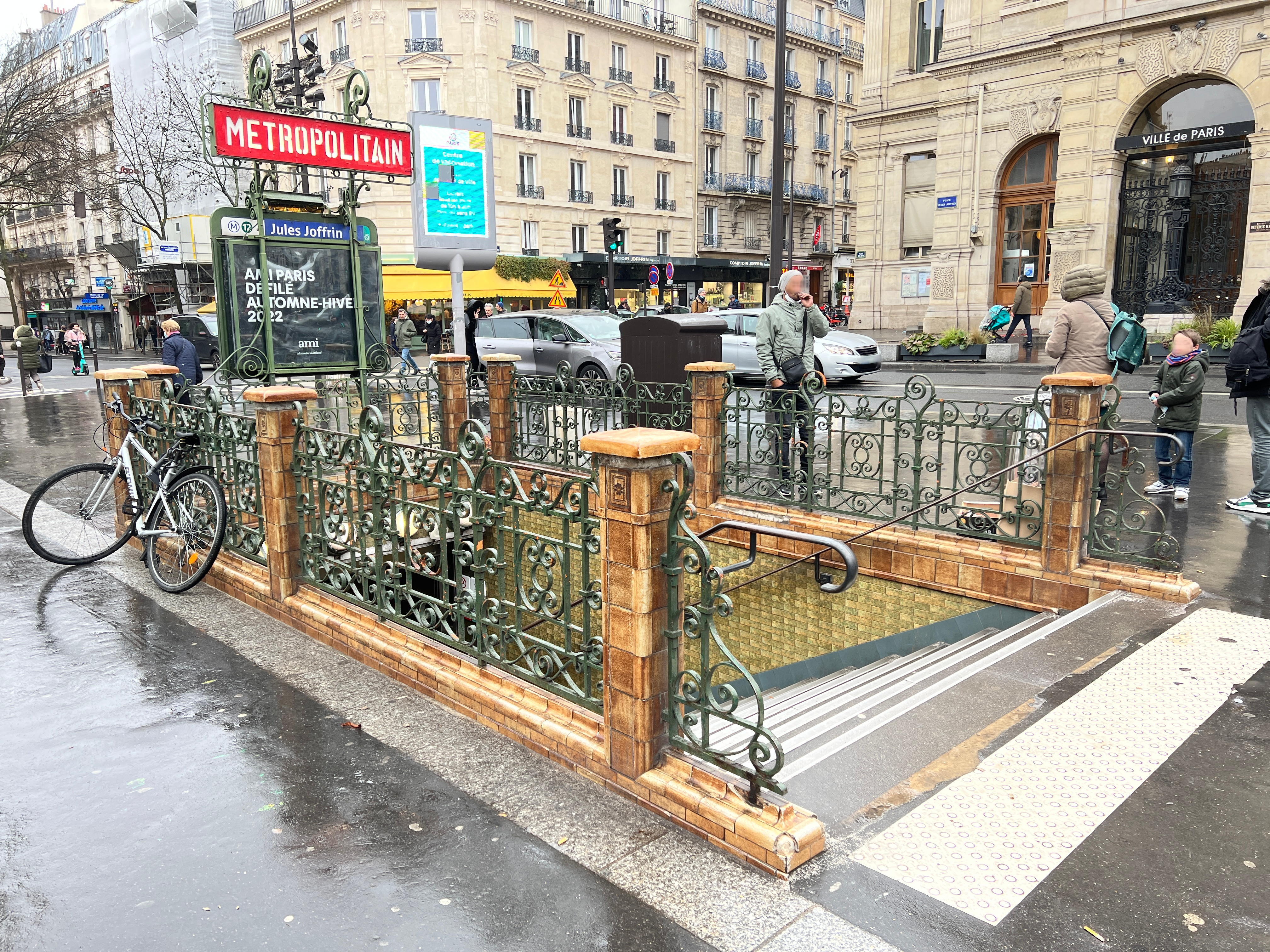
L'accès no 1, « Place Jules-Joffrin ».
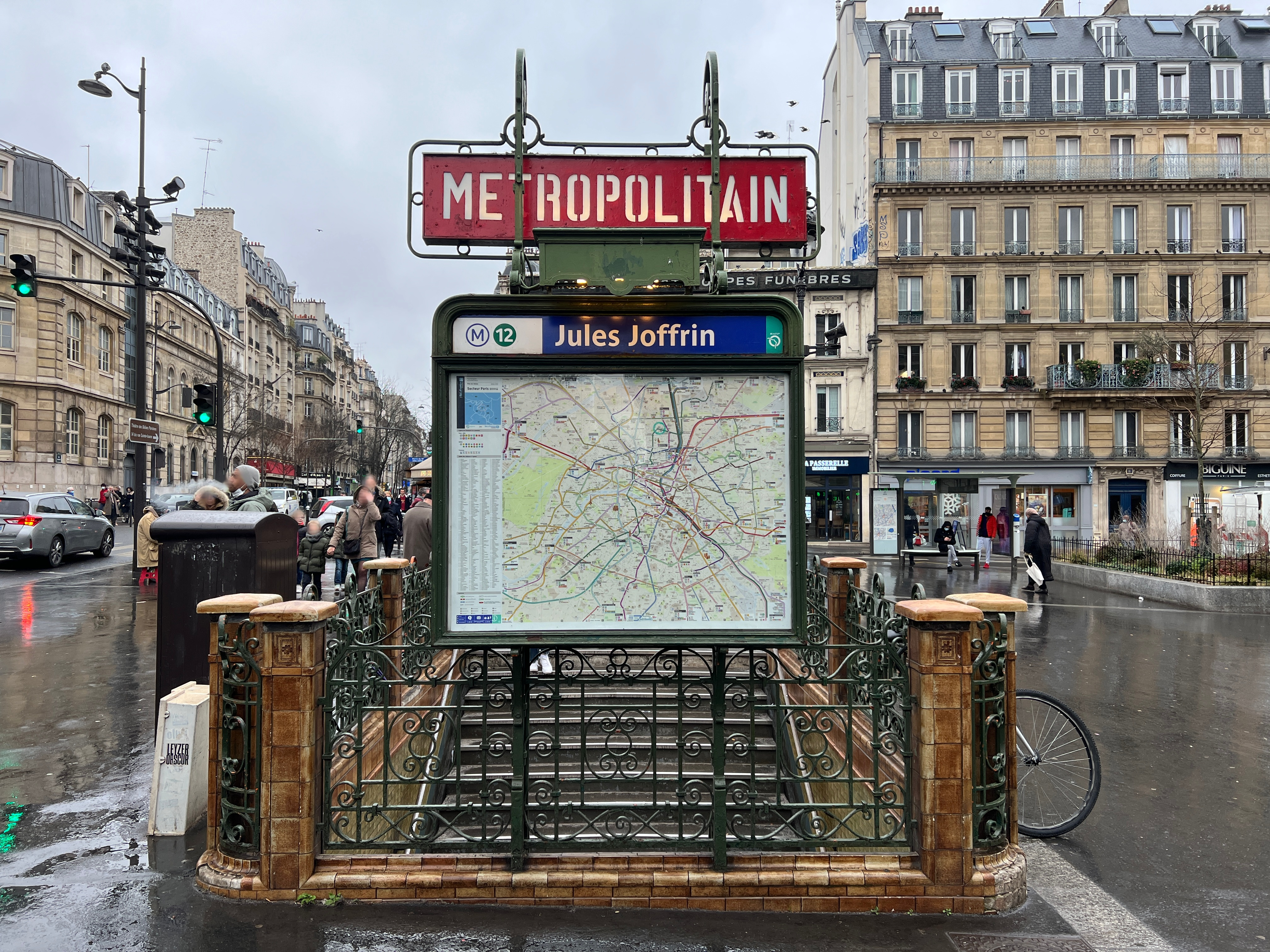
Vue arrière de l'entrée principale.
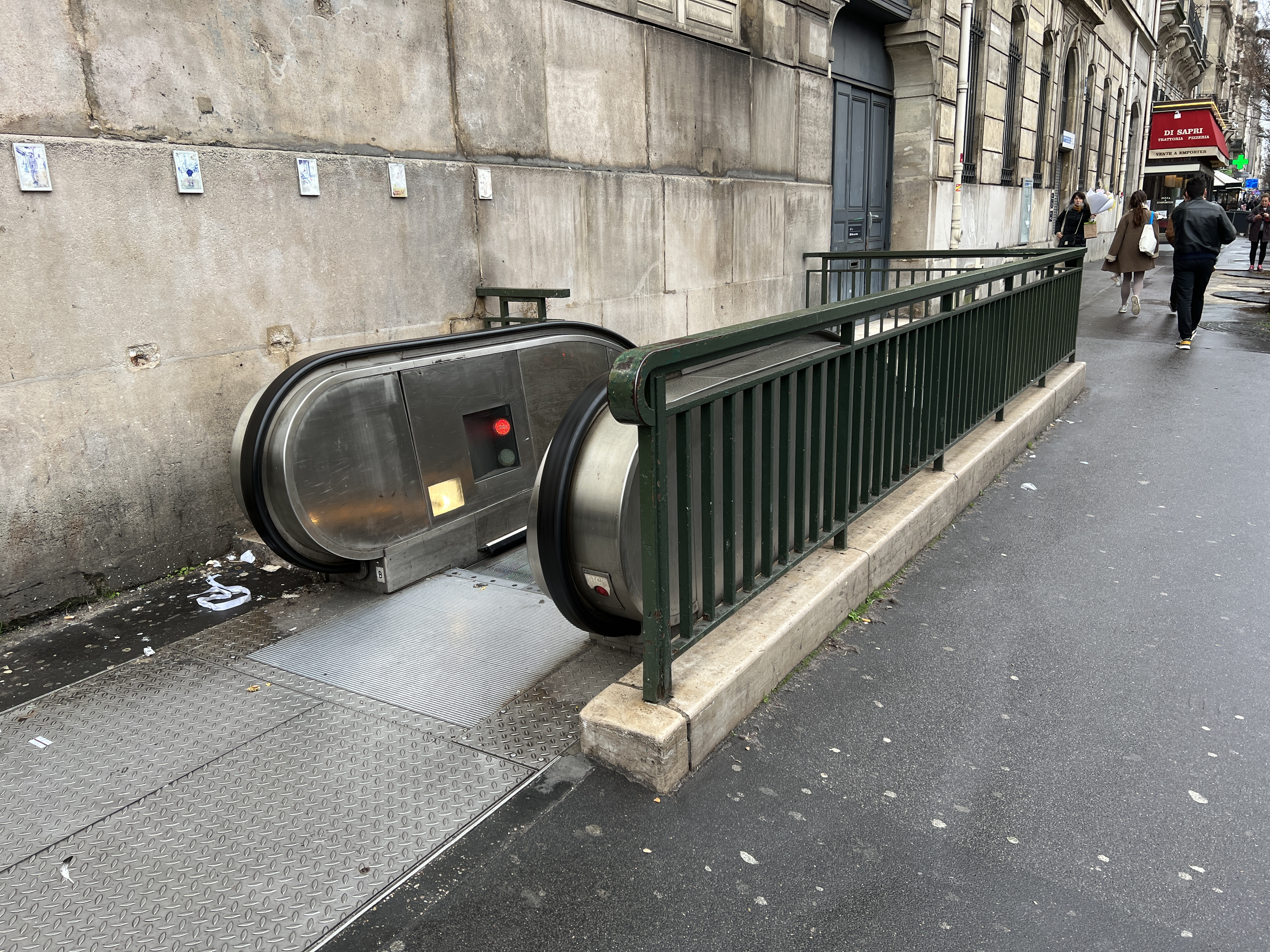
La sortie no 2, « Mairie du 18e ».

Bien que la station fut aménagée par l'ancienne société du Nord-Sud, les couloirs d'accès et de sortie sont ornés de frises en céramique marron à losanges dans le style traditionnel de la CMP, au lieu des frises à vagues marron typiques du Nord-Sud, à la suite de leur rénovation en 2001. Cette particularité constitue un contre-sens historique que l'on retrouve aux stations Notre-Dame-de-Lorette, Vaugirard et Convention sur la même ligne, ainsi qu'à la station Guy Môquet sur la ligne 13, ayant également appartenu au réseau Nord-Sud à l'origine. En outre, ces ornements sont mariés à des cadres publicitaires de couleur marron clair dans le style Nord-Sud, créant ainsi une combinaison inhabituelle de styles décoratifs.

Couloirs de la station
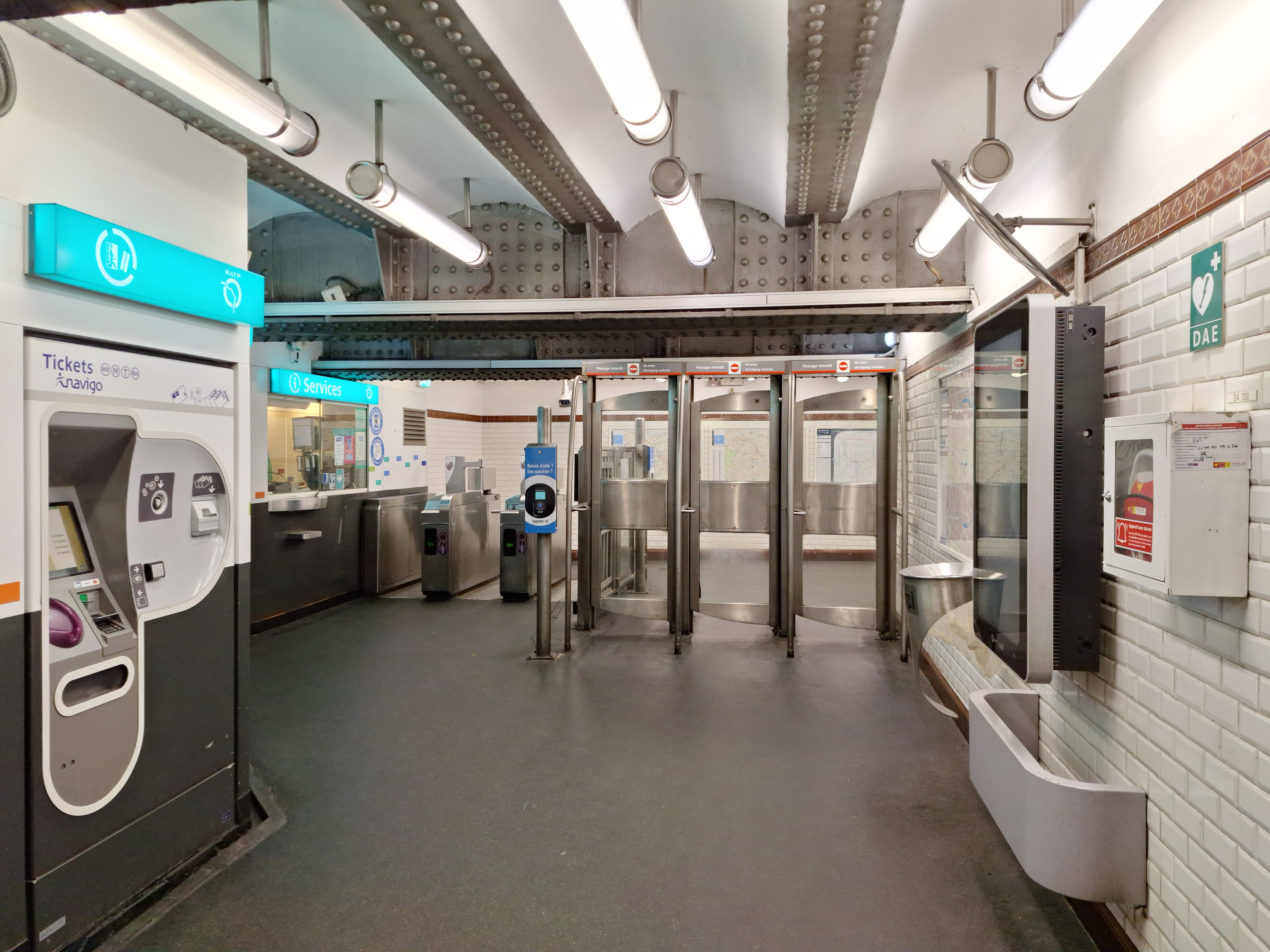
Vue d'ensemble du hall d'accueil de la station.
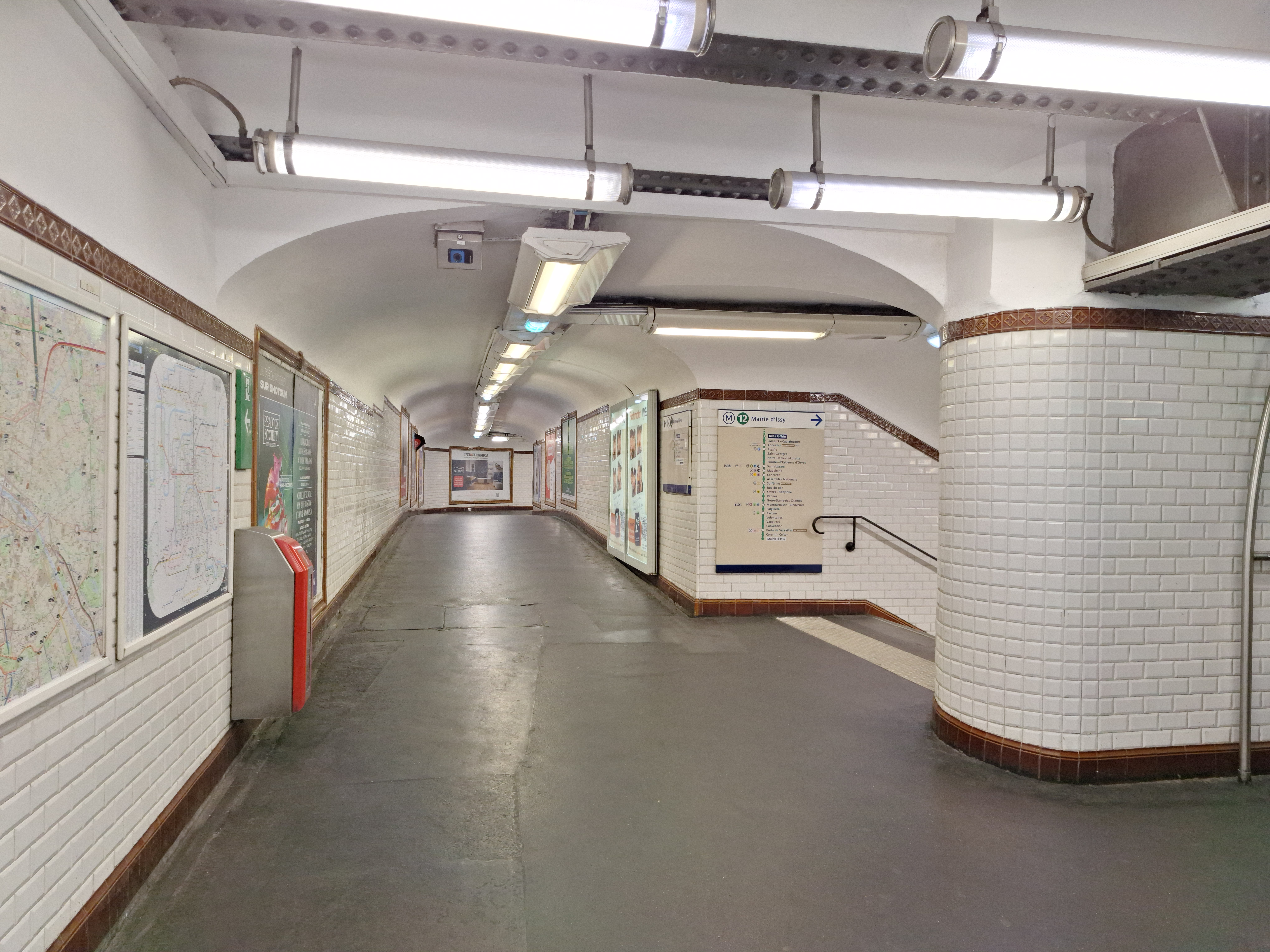
Les couloirs d'accès aux quais avec les frises de style « CMP ».
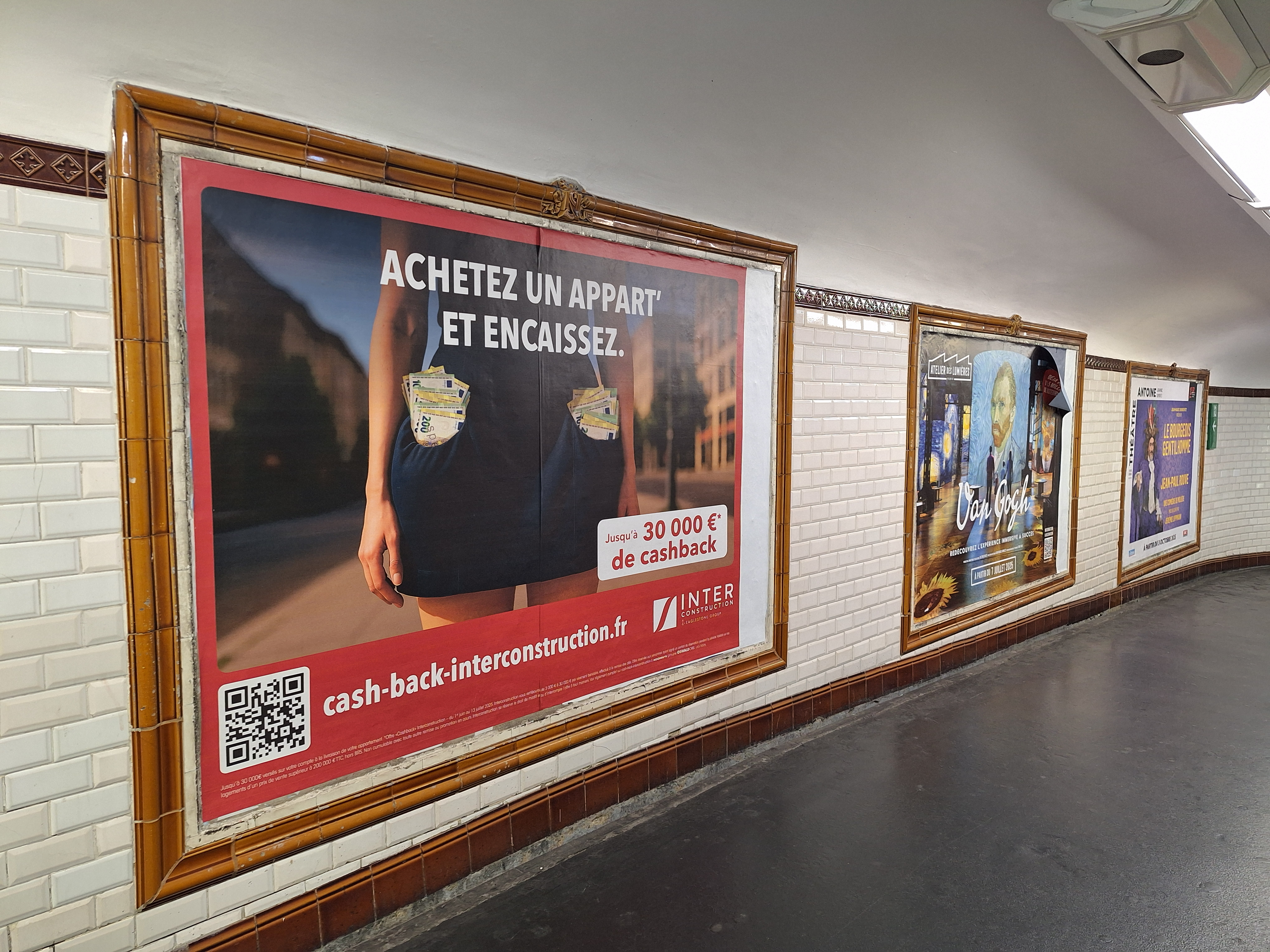
Décor en céramique mêlant les styles « Nord-Sud » et « CMP ».

### Quais
Jules Joffrin est une station de configuration standard pour le métro de Paris : elle possède deux quais, d'une longueur conventionnelle de 75 mètres, séparés par les voies du métro situées au centre et la voûte est semi-elliptique, forme spécifique aux anciennes stations du réseau Nord-Sud, dont la partie inférieure des piédroits était verticale et non courbée comme dans les stations de sa concurrente, la CMP.
La décoration en céramique reprend le style caractéristique de cette compagnie, de couleur marron comme il en est d'usage dans les stations sans correspondance, selon les codes graphiques de l'ancien Nord-Sud. Cette teinte s'applique aux cadres publicitaires et aux entourages du nom de la station, en faïence avec des motifs végétaux et lettres « NS » entrelacées en relief, ainsi qu'aux dessins géométriques en carreaux biseautés sur les piédroits et la voûte. Le nom de la station est incorporé dans la céramique murale en blanc sur fond bleu, de petite taille au-dessus des publicités et de très grande taille entre celles-ci (où il est abrégé en « J. Joffrin »). Ces ornements sont mariés avec les traditionnels carreaux en céramique blancs biseautés du métro de Paris, lesquels recouvrent les piédroits, la voûte ainsi que les tympans. L'éclairage est assuré par deux bandeaux-tubes suspendus et les sièges sont de style « Akiko » de couleur jaune.
À l'exception de la teinte des assises, cette décoration est identique à celle de la station suivante de la ligne, Lamarck - Caulaincourt. Depuis fin 2024, les voies sont séparées par des barrières anti-franchissement, également mises en place dans d'autres stations du nord de la ligne 12, Marcadet - Poissonniers, Lamarck - Caulaincourt et Abbesses, afin de limiter les intrusions illicites de personnes, récurrentes sur ce tronçon au nord de la ligne.

Quais de la station
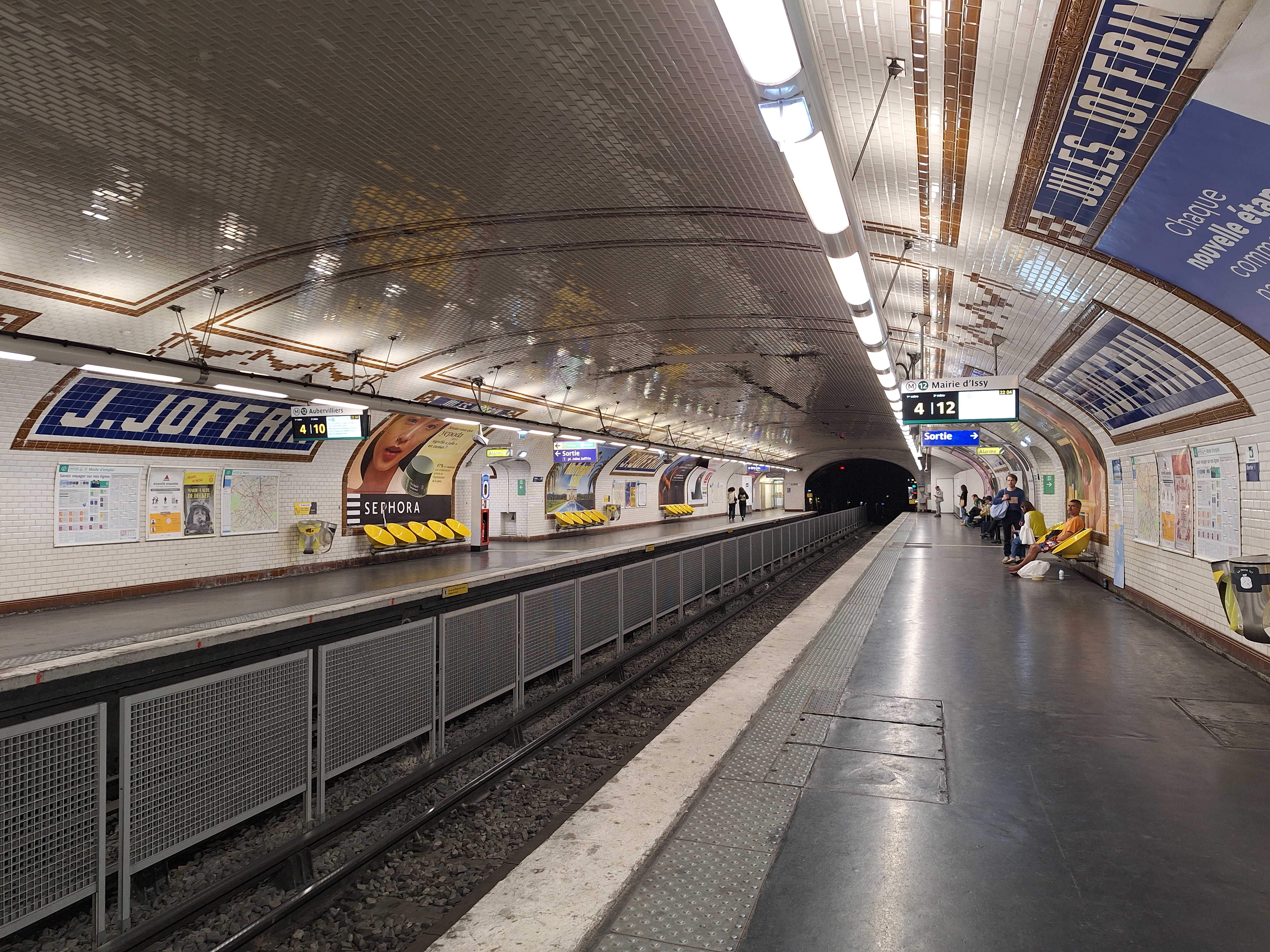
Les quais vus en direction de Mairie d'Issy.
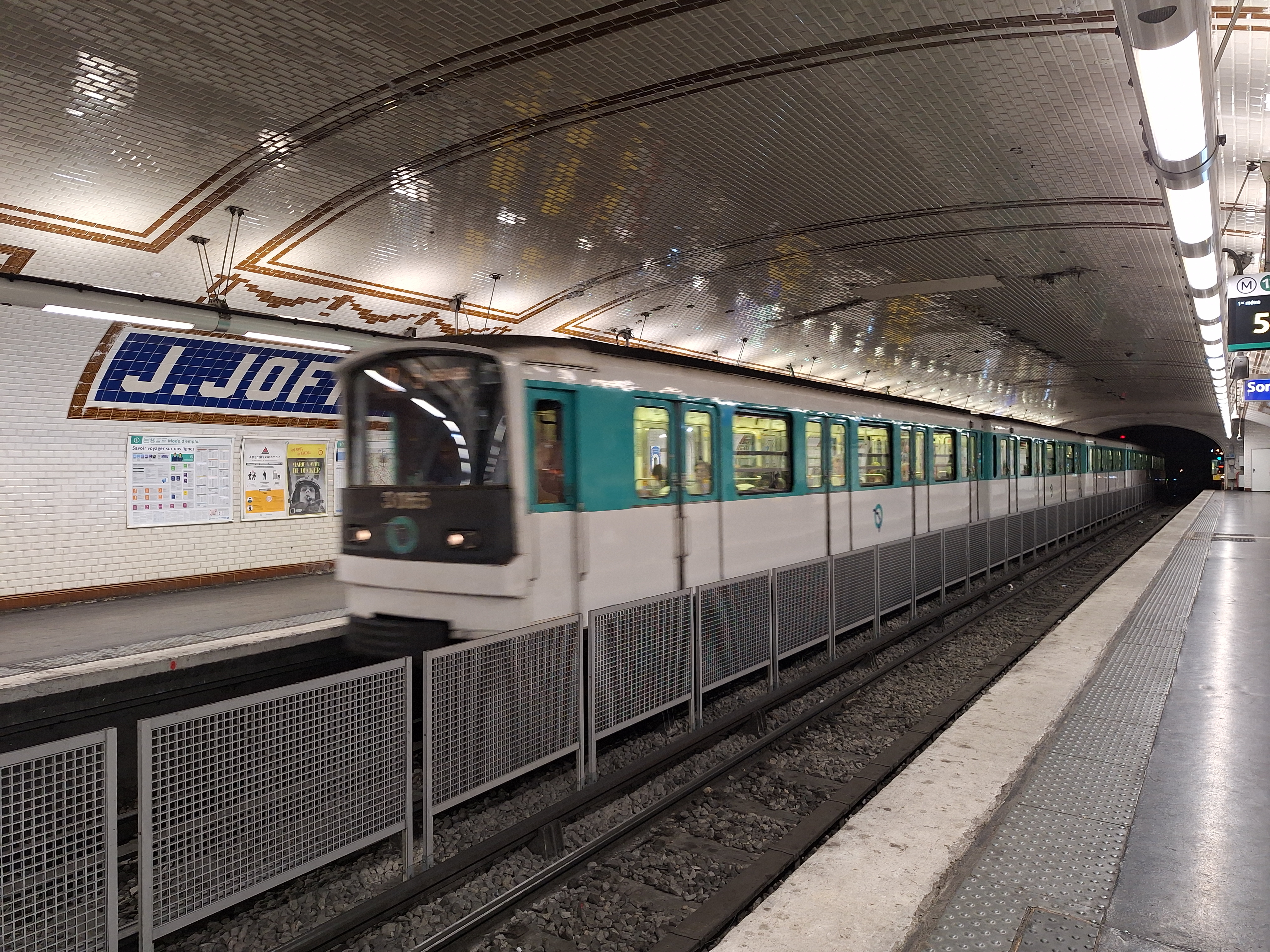
Arrivée d'une rame MF 67 pour Mairie d'Aubervilliers.
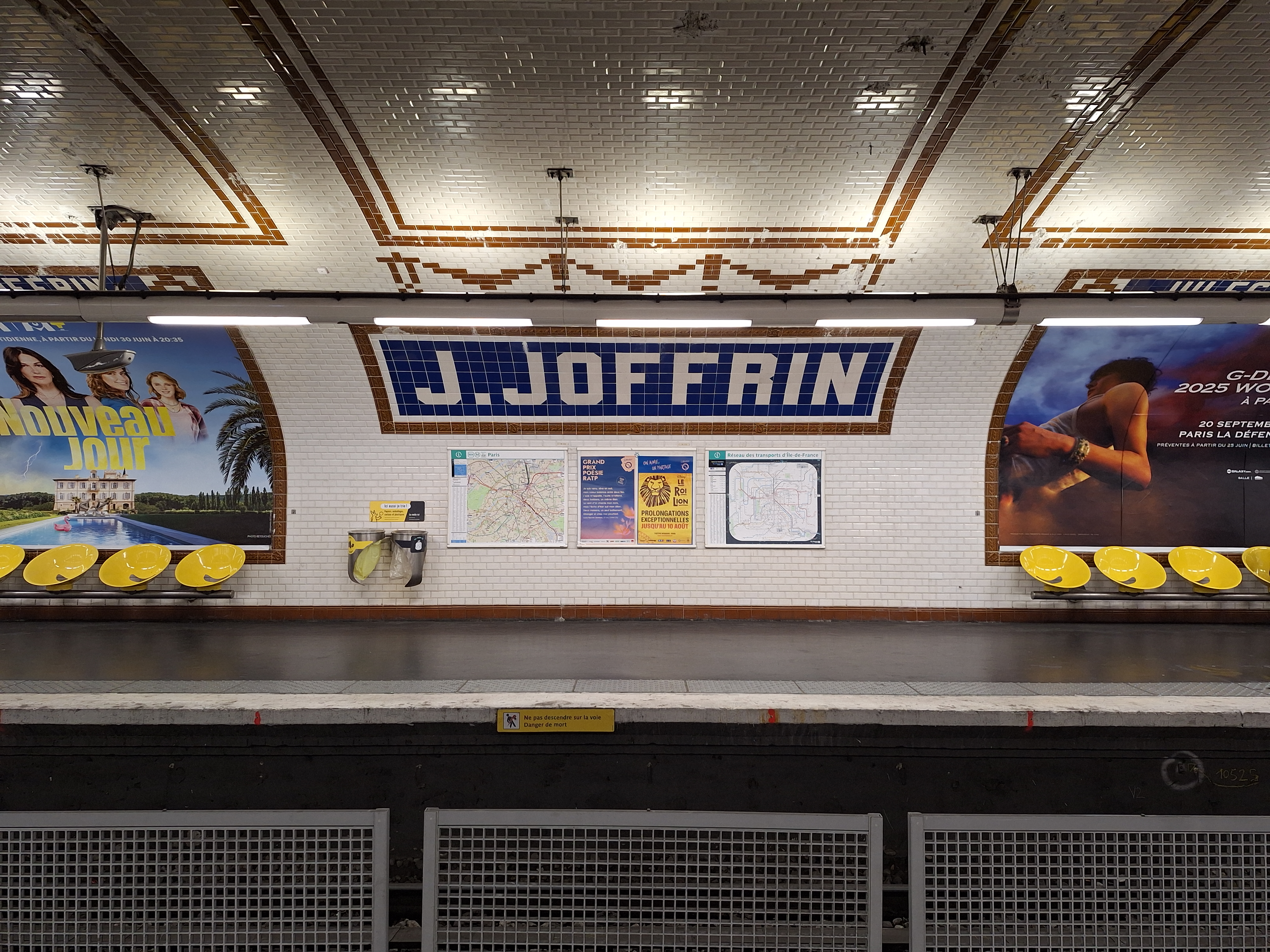
Décor en faïence incorporant le nom de la station.

### Intermodalité
La station est desservie par les lignes 31, 40, 60, 80 et 85 du réseau de bus RATP.

## À proximité
- Mairie du 18e arrondissement
- Église Notre-Dame de Clignancourt
- Théâtre des Béliers parisiens
- Square Maurice-Kriegel-Valrimont (anciennement square de Clignancourt)
- Square Léon-Serpollet